# Ka$hdami
Девід Воллес III (англ. David Wallace III, нар. 16 грудня 2004 року, Лас-Вегас, Невада, Сполучені Штати Америки), більш відомий як Ka$hdami — американський репер. Здобув першу популярність у 2021 році завдяки своїй пісні Kappin Up. У 2021 році повернув та збільшив популярність завдяки TikTok, через свої пісні Reparations, Look N The Mirror та 14, в записі якої взяв участь репер tana. Ці релізи призвели до значного зростання кількості прослуховувань на сторінках репера, на таких платформах, як SoundCloud та TikTok. У червні 2021 року випустив свій перший реліз на великому лейблі — мікстейп Epiphany.

## Біографія
Девід Воллес ІІІ народився 16 грудня 2004 року в Лас-Вегасі, штат Невада. Перший музичний досвід він отримав від батька, який володів студією і працював у музичній індустрії. Він помер, коли Воллесу було сім років. Приблизно в цей час його сім'я переїхала до Меріленду. У Воллеса є сестра-близнючка.

## Кар'єра

### 2018: Початок
Воллес почав займатися музикою у віці восьми років за допомогою вже неіснуючого додатку для відеочату ooVoo. У тринадцять років він придбав мікрофон і почав записуватись на комп'ютері своєї матері. У 2018 році випустив пісні Kappin Up і Findin' Out, але швидко розчарувався і взяв перерву. Воллес повернувся, коли Kappin Up стала популярною у TikTok у 2020 році за допомогою кліпу від WorldStarHipHop.

### 2020: Переломний момент
З новою порцією мотивації Воллес випустив мікстейпи #KashDontMiss та 16 у 2020 році, які збільшили його фанатську базу. У січні 2021 року вийшов його проривний сингл Reparations!, який швидко завоював популярність на низці платформ, зокрема TikTok і SoundCloud. Його наступний сингл Look N The Mirror! мав не менший успіх. У травні 2021 року Воллес підписав угоду з лейблом Republic Records.

### З 2021: Epiphany, Hypernova, World Damination, 18 та Oasis
2 червня 2021 року на лейблі Republic Records вийшов мікстейп Epiphany з фітами від tana, yvngxchris, SSGKobe, Riovaz і D'mari Harris Wallace. 20 липня вийшов кліп на трек 14, знятий Lyrical Lemonade. У вересні Воллес випустив сингл Public, а в жовтні — Intermission. Вони стали головними синглами його наступного мікстейпу Hypernova, який вийшов 12 листопада 2021 року, з єдиним фітом від Trippie Redd.
У березні 2022 Воллес випустив сингл Posed2be, а в квітні Phoenix. Потім він випустив Famine з XLOVCLO, а 9 вересня 2022 року випустив фінальний сингл Komission зі свого майбутнього альбому. Тиждень потому, 16 вересня, відбувся реліз World Damination. У записі World Damination взяли участь артисти Midwxst, XLOVCLO, NoCap, ilyfall та Slump6s. Після випуску низки синглів на SoundCloud, 16 грудня 2022 року Воллес випустив мініальбом під назвою 18. Matt Ox став єдиним гостем цієї платівки.
23 лютого 2024 року Дамі випустив студійний альбом Oasis з фітами від Karri та Dro Kenji. До нього увійшло 12 пісень.

### Студійні альбоми
- 2021 — Epiphany
- 2022 — World Damination
- 2024 — Oasis

### Мініальбоми
- 2022 — 18

### Мікстейпи
- 2020 — #KashDontMiss
- 2020 — 16
- 2021 — Hypernova